# Flower of bravery
「flower of bravery」（フラワー・オブ・ブレイブリー）は、日本の音楽ユニット・fripSideの第1期1作目のシングル。

## 概要
- 初のシングルであり、メジャーデビュー作。翌年である2009年にボーカルのnaoが脱退したため、第1期では最初で最後のシングルとなった。
- 表題曲は独立放送局アニメ『恋姫†無双』のオープニングテーマに起用された[1]。
- 初回限定盤と通常盤の2形態で発売され、初回限定盤には表題曲のミュージック・ビデオを収録したDVDが同梱された[1]。
- 表題曲は志倉千代丸が作詞作曲を手掛け、八木沼悟志は編曲のみを担当したため、原盤権の問題で5thアルバム『split tears』および、ボックスセット『nao complete anthology 2002-2009 -my graduation-』には未収録となったが、志倉のアルバム『THE WORKS〜志倉千代丸楽曲集〜 5.0』には収録された。

## 収録曲
| #         | タイトル                              | 作詞            | 作曲       | 編曲       | 時間  |
| --------- | ------------------------------------- | --------------- | ---------- | ---------- | ----- |
| 1.        | 「flower of bravery」                 | 志倉千代丸      | 志倉千代丸 | 八木沼悟志 | 3:55  |
| 2.        | 「sky -version 2008-」                | 八木沼悟志、nao | 八木沼悟志 | 新井健史   | 5:21  |
| 3.        | 「flower of bravery (Instrumental)」  |                 | 志倉千代丸 | 八木沼悟志 | 3:55  |
| 4.        | 「sky -version 2008- (Instrumental)」 |                 | 八木沼悟志 | 新井健史   | 5:18  |
| 合計時間: | 合計時間:                             | 合計時間:       | 合計時間:  | 合計時間:  | 18:29 |

### 解説
1. flower of bravery
2. sky -version 2008-
第1期2ndアルバム『2nd fragment of fripSide』収録曲のセルフカバー。
3. flower of bravery (Instrumental)
表題曲のインストゥルメンタルバージョン。
4. sky -version 2008- (Instrumental)
カップリング曲のインストゥルメンタルバージョン。

## 参加ミュージシャン
fripSide
- 八木沼悟志：Synthesizer & Chorus
- nao：Vocal

Additional Musician
- 戸口田隆広：Guitar (#1,3)
- 寺前甲：Guitar (#2,4)
- 柳麻美：Chorus (#1,3)

## タイアップ
- 独立放送局アニメ『恋姫†無双』オープニングテーマ (#1)

## 収録アルバム
- TVアニメ「恋姫無双」の歌を全部入れてみたのだっ‼︎ (#1 TVサイズ)
- 恋姫†無双「乙女的歌曲活劇大全集」 (#1)
- THE WORKS～志倉千代丸楽曲集～ 5.0 (#1)